# Roberto Quarta
Roberto Quarta (10 de mayo de 1949) es un ejecutivo y empresario estadounidense. Fue presidente de Smith & Nephew, y desde abril de 2018 es presidente ejecutivo del gigante WPP.

## Biografía
Roberto Quarta nació el 10 de mayo de 1949 en Italia. Se trasladó a Estados Unidos a los 15 años y pasó el resto de su adolescencia en Brooklyn, Nueva York, donde su padre era sastre. Quarta se graduó por la College of the Holy Cross.
Tras un primer período en el grupo BTR plc, en 1993 fue nombrado director ejecutivo de BBA Group. Más tarde se convirtió en presidente de la compañía BBA, que pasó a llamarse BBA Aviation tras la escisión de Fiberweb en noviembre de 2006. Quarta fue socio de Clayton y de Dubilier & Rice, un grupo de capital riesgo. Participó en juntas de gobierno de las compañías CD&R, Rexel SA e Italtel. Fue presidente de IMI plc (2011-2015). Participó en las juntas de PowerGen plc, BAE Systems y Equant NV. En 2014 fue nombrado presidente de Smith & Nephew.
En junio de 2015, fue nombrado presidente de WPP, sucediendo a Philip Lader. Tras la renuncia de Martin Sorrell, CEO y fundador de WPP, se convirtió en presidente ejecutivo de la compañía en abril de 2018.

## Vida personal
Quarta está separado de su primera esposa, con quien tiene un hijo y una hija.